# Какеґава (Сідзуока)

Какеґа́ва (яп. 掛川市, かけがわし, МФА: [kakegawa ɕi̥]?) — місто в Японії, в префектурі Сідзуока. Розташоване в південно-західний частині префектури, на березі Тихого океану.   Виникло на основі постоялого містечка на Східноморському шляху і призамкового містечка самурайського роду Ота. Отримало статус міста 1954 року. Площа становить 265,63 км². Станом на 1 серпня 2011 року населення складало 115 831  осіб, густота населення — 436 осіб/км².  Основою економіки є рибальство, вирощування чаю, харчова промисловість, виробництво музичних інструментів, туризм.  В місті розташовані замок Какеґава, святилище Котономама-Хатіман. 